# Конрад II фон Фалай
Конрад II фон Фалай (на немски: Konrad II, Graf von Valley; † ок. 1198/1200) от род Вителсбахи, е граф на Фалай (1159 – 1196) в Горна Бавария и фогт на Инихен.

## Живот
Син е на граф Конрад I фон Фалай († ок. 1162/1175) и съпругата му Агнес фон Грайфенщайн († 17 октомври) от Южен Тирол, дъщеря на граф Арнолд фон Грайфенщайн или на граф Конрад I фон Грайфенщайн-Морит. Внук е на граф Ото I фон Дахау-Фалай († 1130/1140) и Аделхайд фон Вайлхайм († 1123).
Конрад II се жени за Матилда фон Ортенбург († сл. 1198/ ок. 1200), дъщеря на граф Рапото I фон Ортенбург († 1186) и Елизабет фон Зулцбах († 1206), дъщеря на граф Гебхард III фон Зулцбах († 1188) и Матилда († 1183), дъщеря на баварския херцог Хайнрих IX. Т
Умира ок. 1200 г. и е погребан в Шефтларн. Родът му измира през 1238/1268 г. със син му Ото IV (III).

## Деца
Конрад II и Матилда имат децата:
- Аделхайд фон Фалай, омъжена ок. 1196 г. за граф Зигибото V фон Фалкенщайн-Нойенбург-Хартманберг-Хернщайн († 1226/1231]), внук на граф Рудолф фон Фалкенщайн († 1133) и наследничката Гертруд фон Вайарн († 1132), и син на граф Зигибото IV фон Фалкенщайн-Нойенбург-Хартманберг († ок. 1200) и Хилдегард фон Мьодлинг († 1196)
- Ото IV фон Фалай († между 28 ноември 1238/1268), граф (1186 – 1187)
- Агнес фон Фалай († сл. 19 януари 1219), омъжена за граф Ото III фон Моозен-Грунберг-Грунбах († ок. 31 юли 1247), син на граф Бернхард III фон Грунбах и на Земпт († ок. 1200)